# علم فرايزلاند
علم فرايزلاند هو علم مقاطعة فرايزلاند في هولندا.
يتألف العلم من خطوط قطرية زرقاء وبيضاء مع سبع ورقات من أوراق نبات النوفر الأصفر باللون الأحمر متواجدة ضمن الخطوط البيضاء. تشير هذه الأوراق السبع إلى دول البحر  في العصور الوسطى والتي كانت دويلات مستقلة تمتد من ألكمار إلى نهر فيسر والتي ارتبطت بمعاهدة دفاع ضد الفايكنغ. ومن المعروف أن هذه الدويلات كانت أكثر من سبع ومن المرجح أن الرمز يشير إلى كثير.
صمم هذا العلم سنة 1897 ورفع أول مرة على مجلس المقاطعة سنة 1927 